# Heartbeeps
Heartbeeps (mesmo título no Brasil) é um filme norte-americano de 1981, do gênero comédia, dirigido por Allan Arkush e estrelado por Andy Kaufman e Bernadette Peters.

## Sinopse
Dois robôs, Val e Aqua, empregados em uma residência, apaixonam-se um pelo outro e decidem fugir para tentar formar sua própria família.

## Principais premiações
| Prêmio     | Categoria                         | Recipiente                        | Resultado |
| Oscar 1982 | Melhor maquiagem e penteados      | Stan Winston                      | Indicado  |
| Saturno    | Melhor filme de ficção científica | Melhor filme de ficção científica | Indicado  |
| Saturno    | Melhor maquiagem                  | Stan Winston                      | Indicado  |

## Elenco
| Ator/Atriz        | Personagem                     |
| ----------------- | ------------------------------ |
| Andy Kaufman      | Val                            |
| Bernadette Peters | Aqua                           |
| Randy Quaid       | Charlie                        |
| Kenneth McMillan  | Max                            |
| Melanie Mayron    | Susan                          |
| Christopher Guest | Calvin                         |
| Richard B. Shull  | Chefe da fábrica               |
| Dick Miller       | Segurança da fábrica           |
| Kathleen Freeman  | Piloto do helicóptero          |
| Mary Woronov      | Proprietária da casa de festas |
| Paul Bartel       | Convidado da festa             |
| Wally Ann Wharton | Convidada da festa             |
| Jeffrey Kramer    | Mordomo robô da festa          |